# Frédéric Vandenberghe
Pour les articles homonymes, voir Vandenberghe.
Frédéric Vandenberghe, né en 1966 à Courtrai, en Belgique flamande, est un sociologue installé au Brésil. Après avoir enseigné à l'Université d'État de Rio de Janeiro (UERJ), il a été nommé en 2018 à l'Université Fédérale de Rio de Janeiro (UFRJ). 

## Biographie
Après avoir travaillé en Allemagne avec Jürgen Habermas, en Angleterre avec Anthony Giddens, aux États-Unis avec Harold Garfinkel et Jeffrey Alexander. En France, où il a rédigé son Histoire critique de la sociologie allemande, sa thèse, soutenue en 1994 à l'EHESS sous la direction de Paul Ladrière. Il a fréquenté Jean-Marc Ferry et Alain Touraine et s'est intéressé aux travaux de Luc Boltanski et Laurent Thévenot, alors émergents. Il a été Jean Monnet Fellow à l'Institut universitaire européen de Florence, puis enseigné à l'université Brunel à Londres, été chercheur en sociologie à l'Université pour les Études humanistes à Utrecht et professeur invité à l'Université Yale. Il est ensuite parti au Brésil où il réside depuis 2003.
Spécialiste de sociologie allemande et d'épistémologie des sciences sociales, il collabore également à de nombreuses revues telles Sociological Theory, European Journal of Sociological Theory, La Revue du MAUSS et X-Alta. En 2007, il fait paraître la traduction française d'un ouvrage critique sur Bruno Latour et le posthumanisme et plus récemment sur le réalisme critique.
Début 2019, il intervient à l'EHESS comme professeur invité, notamment dans les séminaires du sociologue Francis Chateauraynaud, avec lequel il a développé des échanges au Brésil et en France autour des enjeux d'un renouvellement des théories critiques sortant des impasses de la "postmodernité" et restant dans un cadre épistémique exigeant, où il développe une "esquisse de théorie de la théorie sociale".

## Publications
- Une histoire critique de la sociologie allemande, Tome 1, Marx, Simmel, Weber, Luká́cs : aliénation et réification, Paris, La Découverte/MAUSS, 1997.  (ISBN 2-7071-2764-7)
- Une histoire critique de la sociologie allemande, Tome 2, Horkheimer, Adorno, Marcuse, Habermas : aliénation et réification, postface de Jeffrey C. Alexander, Paris, La Découverte/MAUSS, 1998.  (ISBN 2-7071-2855-4)
- La Sociologie de Georg Simmel, La Découverte, 2001.  (ISBN 2-7071-3307-8) Ouvrage d'introduction à Georg Simmel coll. « Repères ».
- Complexités du posthumanisme. Trois essais dialectiques sur la sociologie de Bruno Latour, traduit de l'anglais par Henri Vaugrand, l'Harmattan, 2007.  (ISBN 2-296-01502-6)
- avec Alain Caillé Pour une nouvelle sociologie classique, Le Bord de l'Eau, 2016  (ISBN 9782356874719)
- Avec Margaret Archer, Le réalisme critique. Une nouvelle ontologie pour la sociologie, Le Bord de l'Eau, 2019  (ISBN 9782356876461)